# Usnea articulata
Espèce
Usnea articulata est une espèce de lichens de la famille des Parmeliaceae et du genre Usnea.

## Histoire du taxonUsnea articulata
Décrit scientifiquement pour la première fois par Carl von Linné en 1753 sous le nom Lichen articulatus, cette espèce a connu plusieurs synonymes, non valides : Usnea barbata var. articulata (L.) Ach., Parmelia articulata (L.) Spreng., Alectoria articulata (L.) Link ou encore Bryopogon articulatus (L.) Czerwiak.

## Référence
- (en) Index Fungorum : Usnea articulata